# Goro (personagem)
Goro é um personagem da série Mortal Kombat. Um dos dois chefes do primeiro jogo da série, lançado em 1992, Goro é o príncipe da raça Shokan, guerreiros de quatro braços do reino subterrâneo de Kuatan de Outworld, que serve como lacaio primeiro do feiticeiro Shang Tsung e depois do imperador Shao Kahn. No jogo original, Goro é o único não representado por um ator real, com sua aparição baseada em uma marionete animada por stop motion. Goro tem poucas aparições como personagem jogável, tendo sido controlável pela primeira vez em Mortal Kombat Trilogy, seguido pelas versões de console de Mortal Kombat 4, as versões de GameCube e PlayStation Portable de Mortal Kombat Deception, e todas as de Mortal Kombat: Armageddon, Mortal Kombat 9 e Mortal Kombat X.

## Concepção
Quando John Tobias e Ed Boon pensaram em um "grande e sisudo personagem" para Mortal Kombat, o conceito original foi Rokuro, "membro de uma raça de demônios guerreiros chamados Rokuro-kubi (demônios das trevas)", que eram mal interpretados como bárbaros selvagens e participaria do torneio "para restaurar o orgulho de sua raça". Eventualmente a ideia evoluiu para um personagem animado em stop motion, inspirado nas criações de Ray Harryhausen para filmes como Clash of the Titans, Jason and the Argonauts, e em especial The Golden Voyage of Sinbad, onde Simbad luta com uma estátua de seis braços, inspirando o personagem a ter dois braços adicionais, e que originalmente se chamaria Gongoro antes de encurtarem o nome. Para representá-lo, Curt Chiarelli, amigo de um dos atores do jogo, Richard Divizio, esculpiu um Goro de argila. Tobias tinha rascunhado Goro com três dedos e um polegar, com Chiarelli tirando um dos dedos no meio de um processo de harmonização que ele descreveu como "mantendo a ilusão de funcionalidade anatômica e fisiológica" de um personagem de fantasia, em que além de manter um número de dedos uniforme nas mãos e pés, os bíceps foram reduzidos para ajudar em sua animação. Em seguida, a estátua serviu de base para um modelo pintado de látex de 30 centímetros. Após gravar um ator fazendo movimentos similares aos que Goro teria, Tobias animou o boneco quadro-a-quadro para copiar a referência.

## História
Goro tornou-se o grande campeão do Mortal Kombat depois de derrotar o grande Kung Lao, ancestral do Kung Lao introduzido na série. Por 500 anos, ele se manteve invicto, e ajudou Shang Tsung a se aproximar do objetivo de Shao Kahn, que era dominar a Terra. Na História diz que Goro realmente não era do mal, mas ele foi corrompido por Shang Tsung com seus planos de invadir a Terra jurando sua lealdade ao Imperador Shao Kahn. Na 10ª vez que defendia o título de campeão, ele enfrentou Johnny Cage, mas foi derrotado e arremessado pelo mesmo do topo de um abismo. Humilhado, o Príncipe Shokan desapareceu, fugindo para Outworld para se recuperar fisicamente e psicologicamente da humilhante derrota nas mãos do guerreiro da terra que ficou com o seu título de campeão no reino de Outworld.
Goro ressurge depois da queda de Shao Kahn, durante os eventos de Mortal Kombat 4, ou, na versão Remake do Dreamcast, Mortal Kombat Gold. Tentando esquecer da sua derrota pelas mãos de Johnny Cage, Goro começa a procurar se inteirar nas questões referentes a sua raça e se junta aos shokan na guerra contra os Centauros. Kitana intervém e negocia um acordo de trégua e paz entre as duas raças. O encontro foi interrompido por Kung Lao, em busca de vingança contra o assassino de seu ancestral. Quando Shinnok e suas hordas foram derrotadas e Edenia tornou-se livre mais uma vez, Goro e sua raça decidiram se aliar aos seus habitantes.
Anos mais tarde, durante os eventos de Mortal Kombat: Deadly Alliance, os exércitos dos Shokans e os habitantes de Edenia, atacaram os enfraquecidos exércitos de Shao Kahn. Exausto da batalha, Goro foi atacado por Noob Saibot, o ferimento foi mortal e ficou agonizando no campo de batalha. Porém, o Imperador Shao Kahn usa o resto de sua magia para curar Goro, que coloca seu medalhão real sobre o corpo de um Shokan cujo rosto estava desfigurado, para parecer que fosse o cadáver dele. Juntos, os dois partem contra o Rei Dragão Onaga.
Na nova continuidade iniciada em Mortal Kombat 9, Goro primeiro cumpre seu papel como campeão dos torneios anteriores, e na continuação  Mortal Kombat X, aparece apenas como personagem bônus para pré-vendas e depois download, com os quadrinhos relacionados ao jogo explicando que Goro e os Shokan foram forçados ao exílio por não se aliarem às facções lideradas por Mileena e Kotal Kahn que disputavam o trono de Outworld.

## Em outras mídias
Em Mortal Kombat: O Filme, Goro é representado por um animatrônico operado pelo técnico de efeitos Tom Woodruff, Jr., com a voz de Kevin Michael Richardson e efeitos de Frank Welker. Richardson faz de novo a voz do personagem no longa animado Mortal Kombat Legends: Scorpion's Revenge. Angus Sampson dubla o Goro feito em computação gráfica do filme de 2021.
No filme  Ready Player One, uma cena tem a personagem Art3mis assumindo a aparência de Goro.